# Gallus Dreßler
Gallus Dreßler (auch Dressler, Dresslerus, Dresler; * 16. Oktober 1533 in Nebra; † 14. April 1581  in Zerbst) war ein deutscher Kantor und Komponist.

## Leben
Sein Werdegang lässt sich nicht mehr genau verfolgen, seine Vorliebe für Clemens non Papa weist auf eine Ausbildung bei einem niederländischen Meister hin. 1557 besuchte er die Universität Jena, wo Victorin und Johann Strigel ihn für die konfessionelle Überzeugung der Philippisten gewannen. 1558 wurde er als Nachfolger von Martin Agricola Kantor an der Lateinschule in Magdeburg.
Dort geriet er in Auseinandersetzungen mit den Gnesiolutheranern und ging zwischenzeitlich an die Universität Wittenberg, wo er sich 1570 den akademischen Grad eines Magisters erwarb. Nachdem 1574 unter Kurfürst August von Sachsen Philippisten aus Sachsen vertrieben worden waren, ging Dressler 1575 als Diakon an die St.-Nikolai-Kirche in Zerbst, in welchem Amt er verstarb.
Musikalisch an Agricola anbindend, behandelte er selbstständig die modifizierten Tonarten der Musica Poetica und eröffnete dadurch eine neue Perspektive. Dabei erhielt die Musica practica eine zentrale Stellung. In der Kompositionslehre verwendete er die Anschauung der Renaissance und ergänzte sie mit der neuen Ausdruckskunst der Musica reservata. Von ihm sind 134 Kompositionen bekannt, die vorwiegend aus geistlichen, lateinischen und deutschen Psalmen bestehen, aber auch aus weltlicher Vokalmusik. Bei diesen Kompositionen überwiegen Motetten, die vom Text her geschaffen wurden. Daneben verfasste er Werke zur Musiktheorie.

## Werkauswahl
- Cantiones sacrae 4, 5 et plurium vocum, Wittenberg 1565, 1568, Magdeburg 1569, 1570, 1577, Nürnberg 1575, 1580
- Musicae practicae elementa in usum scholae Magdeburgensis, Magdeburg 1571, 1584
- Practica modorum explicatio, Jena 1561
- Zehen deudscher Psalmen, Jena 1562
- Praecepta musicae poeticae, 1563
- XC cantiones…, Magdeburg 1570
- Musicae practicae elementa, Magdeburg 1571
- Magnificat octo tonorum…, Magdeburg 1571
- Ausserlesene teutsche Lieder …, Nürnberg 1575

siehe auch: Die Musik in Geschichte und Gegenwart. Band 3, S. 801